# Liste des cathédrales de Russie
Cet article recense les cathédrales de Russie.

## Liste
| Cathédrale                                 | Église            | Emplacement       | Note | Image |
| ------------------------------------------ | ----------------- | ----------------- | --- | ----- |
| Cathédrale Saint-Alexandre-Nevski          | Église orthodoxe  | Ijevsk            | |       |
| Cathédrale du Cœur-Immaculé-de-Marie       | Église catholique | Irkoutsk          | |       |
| Cathédrale du Christ-Sauveur               | Église orthodoxe  | Kaliningrad       | |       |
| Cathédrale de Königsberg                   |                   | Kaliningrad       | D'abord catholique romaine (entre 1333 et 1525) puis luthérienne (de 1525 à 1945), c'est aujourd'hui un centre culturel. |       |
| Cathédrale de la Dormition (en)            | Église orthodoxe  | Khabarovsk        | |       |
| Cathédrale de la Transfiguration           | Église orthodoxe  | Khabarovsk        | |       |
| Cathédrale de la Dormition                 | Église orthodoxe  | Kremlin de Moscou | |       |
| Cathédrale de l'Annonciation               | Église orthodoxe  | Kremlin de Moscou | |       |
| Cathédrale de l'Archange-Saint-Michel      | Église orthodoxe  | Kremlin de Moscou | |       |
| Cathédrale du Christ-Sauveur               | Église orthodoxe  | Moscou            | |       |
| Cathédrale de l'Immaculée-Conception       | Église catholique | Moscou            | |       |
| Cathédrale Notre-Dame-de-Kazan             | Église orthodoxe  | Moscou            | |       |
| Cathédrale Saint-Basile-le-Bienheureux     | Église orthodoxe  | Moscou            | |       |
| Cathédrale de la Théophanie                | Église orthodoxe  | Moscou            | |       |
| Cathédrale Saint-Alexandre-Nevski          | Église orthodoxe  | Nijni Novgorod    | |       |
| Cathédrale Sainte-Sophie                   | Église orthodoxe  | Novgorod          | |       |
| Cathédrale Saint-Alexandre-Nevski          | Église orthodoxe  | Novossibirsk      | |       |
| Cathédrale de l'Ascension                  | Église orthodoxe  | Novotcherkassk    | |       |
| Cathédrale de la Dormition                 | Église orthodoxe  | Omsk              | |       |
| Cathédrale Odigitria                       | Église orthodoxe  | Oulan-Oude        | |       |
| Cathédrale de la Trinité                   | Église orthodoxe  | Pskov             | |       |
| Cathédrale de la Nativité-de-la-Vierge     | Église orthodoxe  | Rostov-sur-le-Don | |       |
| Cathédrale Saint-Isaac                     | Église orthodoxe  | Saint-Pétersbourg | |       |
| Cathédrale Notre-Dame-de-Kazan             | Église orthodoxe  | Saint-Pétersbourg | |       |
| Cathédrale Pierre-et-Paul                  | Église orthodoxe  | Saint-Pétersbourg | |       |
| Cathédrale Saint-Sauveur-sur-le-Sang-Versé | Église orthodoxe  | Saint-Pétersbourg | |       |
| Cathédrale Notre-Dame-de-l'Assomption      | Église catholique | Saint-Pétersbourg | |       |
| Cathédrale de la Trinité                   | Église orthodoxe  | Saint-Pétersbourg | |       |
| Cathédrale Saint-Pierre-et-Saint-Paul      | Église catholique | Saratov           | |       |
| Cathédrale de la Dormition                 | Église orthodoxe  | Smolensk          | |       |
| Cathédrale de la Nativité                  | Église orthodoxe  | Souzdal           | |       |
| Cathédrale de la Dormition                 | Église orthodoxe  | Vladimir          | |       |